# Окольное (Белгородская область)
Окольное — село в Старооскольском городском округе Белгородской области России. Входит в Долгополянскую сельскую территорию.

## Название
Название происходит от слова «околь» (возле, подле, под, у, близко, близ). В старых документах деревня называется «Околье». Село находилось недалеко от Долгой Поляны.

## История
По ревизионным документам десятая ревизия зафиксировала 117 душ мужского пола[уточнить].
По документам переписи 1885 года Старооскольского уезда Долгополянской волости деревня Окольная насчитывала 43 двора и 294 жителя (151 муж. и 143 жен.). В земском документе 1907 года того же уезда той же волости деревня Окольная располагается в версте от Долгой Поляны — 282 жителя (140 муж., 142 жен.).
В деревне проживал пчеловод, имеющий в хозяйстве 26 ульев.
С июля 1928 года Окольное — в Долгополянском сельсовете Старооскольского района.В 1932 году население составляло 292 жителя, а в 1979 год 216, через десятилетие- 167.
В 1991 и 1992 годы в официальных административных справочниках «Белгородская область» село ошибочно названо «Оскольным». Эта же ошибка упоминается на странице «Белгородской энциклопедии».

## Население
| 2002 | 2010 |
| ---- | ---- |
| 130  | ↗144 |

### Историческая численность населения
В 1932 году в Окольном проживало 292 человека.
В январе 1979 года в селе было 216 жителей, через десять лет — 167 (76 муж., 91 жен.). В 1997 г. в насчитывалось 58 домовладений и 129 жителей.

## Инфраструктура
Личное подсобное хозяйство с зоной сельскохозяйственного использования, индивидуальная застройка усадебного типа.
Основа экономики — сельское хозяйство.

## Транспорт
Село доступно автотранспортом.